# Miljøhistorie
Denne artikel omhandler den økologiske udvikling på Jorden. Den historiske udvikling af fagområdet økologi er beskrevet under Økologiens historie.
Miljøhistorie er beretningen om de økologiske ændringer, der er sket i menneskehedens historie: Årsager, begivenhedsforløb og konsekvenser. En beretning om de økologiske ændringer, som indtraf før menneskene begyndte at sætte deres præg på deres miljøer, falder derimod ind under emnet Palæoøkologi, altså forhistorisk økologi.
Fra begyndelsen var menneskearten blot én blandt mange opportunistiske arter i det østafrikanske højland. På den tid var mennesket tilpasset sit miljø, hvor fødemuligheder og konkurrence med andre arter satte snævre grænser for befolkningstilvækst og udbredelse. Hvis man skal dømme efter tandsæt og fordøjelsessystem er vores art tilpasset en alsidig føde, der består af frugter, frø, rødder, smådyr og lidt større byttedyr (eller ådsler). Arten var altædende fra begyndelsen, men redskaber og ild gav muligheder for at jage større bytte, sådan at man kunne få mere af en kost, som var mere rig på protein og dyrisk fedtstof

## Menneskehedens tre kulturtyper
Oversigten over de vigtigste innovationer i menneskehedens historie kan se uoverskuelig ud, men set i det lange perspektiv er der to kulturovergange, der har haft helt skelsættende betydning: Landbrugsrevolutionen, der begyndte ca. 9000 f.Kr., og den den industrielle revolution, der tog fart før år 1800 e.Kr. Med disse overgange kan kulturhistorien opdeles i tre faser: "samler- og jægersamfund", "landbrugssamfund" og "industrisamfund". Det er værd at bemærke, at den første fase varede i hen ved 2 millioner år og den anden i lidt mere end 10.000 år, mens den tredje kun har varet i ca. 250 år.

## Samler- og jægersamfund
Foreløbig har man valgt at sætte en grænse på ca. 2 millioner år for menneskehedens historie. Dette tidsrum falder sammen med det, man i geologien kalder kvartærtiden, og som karakteriseres af voldsomme klimasvingninger, med istider og mellemistider. I størstedelen af den periode brugte vore forfædre redskaber i form af de såkaldte "håndkiler", der er råt tilhuggede sten med en skarp kant, der gjorde dem egnede både som et skærende redskab og som et slagvåben.
Indtil for ca. 25.000 år siden (under sidste istid) eksisterede der mennesketyper, der var så forskellige fra, hvad vi nu kender, at man har klassificeret dem som forskellige arter (og ikke blot racer). Denne klassificering er for nylig blevet bekræftet ved undersøgelser af neanderthalernes DNA, der viser sig at være klart forskellig fra alle nulevende menneskers. Det er dog fælles for alle de nu uddøde menneskearter, at de har anvendt redskaber og kendt til at bruge ild.
Det vigtigste kulturgeografiske træk ved samler- og jægerstadiet er, at menneskene lever som et led i et naturligt økosystem. Når man kalder jæger- og samlerkulturernes økosystem for naturligt, så skyldes det, at jægerne ikke forstyrrede det i væsentlig grad. De fældede ikke træer, og deres jagtvåben var for primitive til, at de kunne udrydde deres byttedyr fuldstændigt. De rødder og frugter (herunder også græsfrø), de indsamlede, fandtes i spredte bestande mellem regnskovens eller savannens øvrige vækster, og man gjorde ikke noget forsøg på at begunstige dem frem for andre planter.
Jagtvåbnene var kølle, økse, spyd samt bue og pil. Bue og pil hører – næst efter ilden og håndkilerne – til blandt menneskenes ældste opfindelser. Pile optræder første gang i fund fra den såkaldte Aurignacienkultur i Europa, ca. 40.000 år f.Kr. Senere, i Madeleinekulturen, ca. 15.000 f.Kr., optræder harpuner og kastetræer.
Bue, pil og spyd giver ikke i sig selv nogen mulighed for at udrydde byttedyrene, men de giver mennesket væsentlig magt over de rovdyr, der ellers kunne true dets liv. Derfor er det egentlig ikke helt korrekt at tale om et naturligt økosystem. I Europa viste det sig i hvert fald, at en lang række af de største dyr uddøde i løbet af sidste del af sidste istid, 40.000-15.000 år f.Kr., i den periode, hvor Cro-Magnonmennesket udfoldede sig med sine pile, harpuner, kastetræer og organiserede jagtmetoder. Blandt de uddøde dyr tælles huleløven, hulebjørnen, det uldhårede næsehorn og mammutten.
De dyr, der først bukker under, er de store, der er eftertragtede byttedyr eller farlige rovdyr, som ikke er vant til at have fjender, og som er tilpasset denne tilstand ved at have en langsom formeringshastighed. På grund af den meget ekstensive (= spredte, modsat intensive) udnyttelse af omgivelserne i samler- og jægersamfundene kan befolkningstætheden ikke blive ret stor: 1 menneske pr. km², når det går højt. Fundtætheden tyder på, at der før agerbrugets opståen, ca. 10.000 f.Kr., kun levede 10 millioner mennesker i verden. Det svarer til et skønnet antal mennesker i Danmark på ca. 10.000 mennesker i ældre stenalders urskovstid, dvs. ca. 5000 f.Kr.
Man har forestillet sig, at de første menneskers tilværelse har været opslidende og besværlig. Undersøgelse af et af de få folk, der endnu i dag lever på samler- og jægerstadiet – nemlig buskmændene i Sydafrika – har dog afsløret, at dette er ganske forkert. Antallet af ugentlige arbejdstimer er kun ca. 17. Man sparer en stor arbejdsindsats ved ikke at skulle så, høste og forbedre jorden. Til gengæld kræver livsformen et næsten uendelig stort kendskab til naturen.
Disse samfunds materielle kultur er fattig: Når man er nødt til at vandre fra sted til sted for at opsøge de sæsonbestemte fødekilder, kan man ikke have permanente boliger. Klæder mm. indskrænkes til det nødvendigste. Samfundsdannelserne er løse, fordi folk lever så spredt. Byer findes ikke, da hver familie skal leve i direkte kontakt med naturen. Arbejdsdeling findes kun mellem kønnene: Det er manden, der jager, og kvinden, der samler. Tilværelsen har ikke været arbejdskrævende – men usikker og risikofyldt med en høj dødelighed.
Undersøgelser af rester efter 187 europæiske neanderthalfolk har vist, at mere end 1/3 døde, før de fyldte 20 år. Kun 16 af de 187 blev mere end 40 år, og næsten ingen blev over 50. På det grundlag har man regnet sig frem til en gennemsnitslevealder på lidt under 40 år. De vigtigste dødsårsager synes at have været krig og drab på spædbørn. Spædbørnsdrab var muligvis en form for begrænsning af folketallet, som skyldtes en økologisk fornemmelse for, hvor mange mennesker området kunne ernære.
I nutiden lever kun 100.000 mennesker som samlere og jægere. De er fortrængt til ugæstfri områder, hvor mere slagkraftige (intensive) kulturer ikke kan udfolde sig.
Som nævnt kan man ikke finde fysiske forskelle mellem os og Cromagnon-jægerne 25.000 år f.Kr. Derfor er der meget, som taler for, at vi stadig er tilpasset de forhold, der herskede dengang. Vi er f.eks. ikke tilpasset en kost, der ensidigt er sammensat enten af planter eller dyr. Folk, der forsøger at udelukke et af de to "riger" fra føden, får let mangelsymptomer. Vi kan ikke lukke vores øreåbning, og det forklares ved, at det var vigtigt for jægeren at kunne opfatte selv den svageste, mistænkelige støj, også når han sov. Det får kulturel betydning, hvis man overvejer, om tilsvarende psykiske tilpasninger til urtidssamfundet stadig findes. Er mennesker måske bedst tilpasset til at leve i små grupper, i stedet for i et storbyliv, hvor man er alene eller blandt folkemasser, man ikke kender?

## Landbrugssamfund

### Manipulerede økosystemer
Der er ingen tvivl om, at landbruget er opstået gradvist ud fra skikken med at indsamle græsfrø. Den ældste dyrkning – af primitive forløbere for kornarterne hvede og byg – foregik i den såkaldte "frugtbare halvmåne", dvs. området fra Zagrosbjergene i Persien over dalen mellem Eufrat og Tigris via Libanon til Israel, omkring 9000 f.Kr. Fordelene syntes at være store: Et tryggere liv med en sikker fødetilgang, uden at det var unødvendigt at drage fra sted til sted. Dermed var man gået fra et naturligt økosystem til et manipuleret økosystem, dvs. et økosystem, hvor man med vilje fjerner nogle af naturens organismer og sætter andre i stedet.
Et naturligt økosystem er alsidigt, dvs. det indeholder mange forskellige dyre- og plantearter. Man siger, at det har en høj artsdiversitet. Udbyttet pr. ha må blive ringe, fordi de dyr og planter, man kan bruge, står spredt mellem mange andre. Derimod kan et manipuleret økosystem være ensidigt, dvs. det indeholder kun få arter, som er udvalgt på grund af det høje udbytte. Derved får det en lav artsdiversitet.
Hvis naturen får lov til at råde, vil området undergå en succession, der peger i retning af den alsidige tilstand ved at diverse planter indvandrer. Disse planter kalder man nu ukrudt og forsøger at bekæmpe dem. I stedet for at være et tilholdssted, hvor man følte sig hjemme – og hvor man kendte hvert træ, hver lyd – bliver naturen det fjendtlige, ukendte. Når dertil kommer, at man er nødt til at bekæmpe næringskonkurrenter (f.eks. mus), og at man hurtigt bliver nødt til at bearbejde jorden ved afbrænding og løsning med hakke eller plov, ser man, hvorfor arbejdsindsatsen bliver større. Man må simpelt hen arbejde mere for at få den større tryghed.
Forskere har i det hele taget diskuteret, hvorfor man i det hele taget gik over til landbrug. Flere har ment, at overgangen simpelthen skyldtes bitter nød. Ifølge den teori var befolkningstætheden sandsynligvis steget så meget, at det ikke længere var muligt at ernære alle ved jagt og indsamling. Man må dog bemærke, at jagt mange steder vedblev at spille en stor rolle ved siden af agerbruget. Kvinden gik over fra indsamling til agerbrug, mens manden stadig bragte proteinerne til huse ved jagt. En sådan kulturform kaldes "halvagerbrug". Svedjebrug er den vigtigste manipulerede (ikke-subsidierede) landbrugstype. Efter at have afbrændt vegetationen og dyrket marken i 3-5 år lader man jorden hvile. Hvis hvilen varer tilstrækkeligt længe (25 år), er der atter skabt økologisk balance, fordi frugtbarheden i så fald kan nå at regenerere, men jorden gødes ikke.
Agerbruget bredte sig mere og mere. Det nåede Kina 5000 f.Kr. og Danmark 4000 f.Kr. Alle vegne, hvor det kom frem, gav det anledning til en stor befolkningstilvækst. Indførelsen af landbrug antages at have 10-20-doblet mængden af tilgængelig føde. I lang tid har der ikke været bekymring for sult, og det betød, at alle børn kunne overleve. I det lange løb steg menneskemængden så meget, at den oprindelige fordel gik tabt, og der opstod igen en situation med fødemangel. Denne situation synes desværre at gentage sig i vort århundrede, hvor industrikulturen har øget rigdommen og fødemængden. Resultatet har været en kraftig "befolkningseksplosion".

### Subsidierede økosystemer
Fra de manipulerede økosystemer går udviklingen i landbruget videre mod subsidierede økosystemer. Herved forstås landbrug, der tilføres ressourcer udefra for at øge ydeevnen. Skellet mellem subsidieret og blot manipuleret landbrug er udflydende, men økologisk vigtigt, fordi de subsidierede brug ofte tilsidesætter den økologiske balance, mens de manipulerede som regel er tvunget til at fastholde balancen.
Tilskuddene (subsidierne) kan være af mange forskellige slags:
1. Vand, for eksempel flodvand, der jo kan komme langvejs fra, eller vand fra brønde og underjordiske kanaler ("karezer"). Kunstvanding er en meget gammel kulturform.
2. Gødning, f.eks. fra kvæg, der er blevet fodret med hø, som har vokset andre steder end på den mark, der nyder godt af gødningen. Moderne europæisk landbrug subsidieres af kunstgødning, der jo ofte hentes i helt andre dele af verden.
3. Endelig kan man subsidiere med energi, f.eks. med trækkraft fra okser eller heste – eller, som i vort eget landbrug, med energi i form af benzin til traktoren.

Knap halvdelen af menneskeheden lever i dag på grundlag af Asiens kunstvandede riskultur. Subsidierne består her af menneske- og kvæggødning, oksers trækkraft og flodvand. Det er dog kun flodvandet, der ikke indgår i en helt lokal cyclus. Kulturen er (eller var) i god økologisk balance. Markerne udpines ikke, og man behøver ikke at lade jorden hvile. Det er sandsynligvis netop risens og kunstvandingens skyld, at befolkningstætheden er blevet så stor netop i Syd- og Østasien.
I Bangladesh lever 600 mennesker pr. km² af landbrug. Området er meget fattigt, på trods af riskulturens rige ydeevne. Nildalens enorme folketæthed (800-1000 indb./km², hvoraf de fleste er landbrugere) kunne bruges som eksempel på det samme fænomen. I Sydamerika findes områder (Guyana) med naturforhold, der minder om dem i Bangladesh, men uden kunstvandingskultur. Her er folketætheden stadigvæk kun 1-10 pr. km².

### Stamme- og statssamfund. Byer.
De oprindelige landbrugere levede i stammesamfund: Der var kun arbejdsdeling mellem kønnene og eventuelt mellem unge og ældre. Landbruget var som regel blot manipuleret f.eks. i form af svedjebrug. Der findes stadig rester af sådanne samfund, især i Centralafrika og Oceanien. Bortset fra disse og fra de få jægerfolk lever resten af menneskeheden (over 6 milliarder) nu i subsidierede landbrugskulturer.
Folk med subsidieret agerbrug har kunnet udvikle statssamfund, med videregående arbejdsdeling, der f.eks. giver plads for professionelle håndværkere, præster og handelsfolk. De nævnte mennesker deltager ikke direkte i fødeproduktionen, men køber (eller bytter sig til) fødevarer af bønderne. Disse nye erhvervsgrupper bosætter sig i byer, og med eksistensen af byer følger som regel en mere fast organisation, hvor man finder konger, hof, embedsmænd osv.
I oldtiden opstod store, gennemorganiserede stater omkring de kunstvandede flodkulturer i Egypten, Mesopotamien, Indien og Kina. Når man skal kunstvande et helt land, er samarbejde bydende nødvendigt. De subsidierede landbrug gav desuden et meget højt udbytte pr. ha. Nilen indeholdt og indeholder stadig svimlende mængder af næringssalte, der stammer fra flodens øvre løb i Centralafrikas bjerge. Derfor blev landbrugets overskud så stort, at man kunne underholde en kulturbærende bybefolkning. De ældste byer i verden fandtes i Mesopotamien ca. 3500 f.Kr. (Ur, Eridu). I Egypten fandtes byer 3200 f.Kr., i Indien 2200 f.Kr. og i Kina 1500 f.Kr.
Måske har skikken at bygge byer spredt sig fra landet ved Eufrat ud til alle sider. I hvert fald var Mesopotamien oldtidens primære kulturcenter: Landbruget er ældst i verden netop her, og ploven og hjulet er ligeledes opfundet her. Men også i de gamle amerikanske kulturer kendte man stater og byer. Tenochtitlan i Mexico var bygget omkring år 0. Her kan der næppe være tale om påvirkning fra den gamle verden, for Tenochtitlans byplan var helt anderledes end det, man kender fra Asien. Det betyder, at man må kan gå ud fra, at byen som organisationsform må være opfundet mindst to gange.

## Industrisamfund
Den industrielle revolution er den vigtigste årsag til hele verdens situation i dag. Virkningerne kan ses overalt, selvom ikke alle folkeslag direkte er industrielt udviklede. De lande, hvor størstedelen af befolkningen stadig lever uden industri, kaldes ulande. Ulande er en forkortelse for udviklingslande, og i ordet ligger der en antydning af, at udvikling er ønskelig eller i hvert fald mulig.
Det er omstridt, hvad der var de oprindelige årsager til, at Europa gennemløb en industriel revolution. Man kan pege på den magtstilling, Europa fik i verden, i årene mellem 1500 og 1800. Denne magtstilling var våbenmæssig, økonomisk og kulturel. Det hævdes, at Europa i 1400-tallet kun besad to opfindelser, der kan forklare, at udviklingen her tog en anden retning end den i Kina: Ildvåbnene og de oceangående skibe. Ved hjælp af skibene kunne Christoffer Columbus opdage Amerika i 1492, og Vasco da Gama finde søvejen rundt om Afrika til Indien i 1496. Ildvåbnene bevirkede, at europæerne var fundamentalt overlegne i forhold til de folk, de kom i kontakt med. Til disse teknologiske fortrin skal lægges, at europæerne havde opbygget modstandskraft over for en lang række smitsomme sygdomme, som var ukendte i andre verdensdele (Nord- og Sydamerika, Oceanien og Australien). Uden de europæiske sygdomme, som slog hovedparten af de oprindelige befolkninger ihjel, er det ikke sikkert, at spanierne ville have overvundet kultursamfundene i Mellem- og Sydamerika. Spanierne udplyndrede den "nye verden" og lagde dens gamle kulturer øde, men resultatet i form af udvikling af hjemlandet var ringe. Guldet og sølvet endte i Frankrig, England og Tyskland, hvor man fremstillede de luksusvarer, som spanierne købte. En arbejdsdeling, der allerede fandtes mellem Sydeuropa på den ene side og Vest- og Mellemeuropa på den anden, blev altså yderligere uddybet.
Almindelige bønder levede dog fortsat, som de altid havde levet, lige indtil omkring 1750. Herefter tog en række gennemgribende ændringer fart: Samtidig med den industrielle revolution i England kom to andre "revolutioner", der var lige så vigtige: En række nye, tekniske opdagelser og en systematisk sammentænkning af al viden på jordbrugsområdet skabte en biologisk landbrugsrevolution. Med udgangspunkt i arabisk kunnen, erfaringer fra de talrige slagmarker og en grundig udforskning af menneskekroppen skabte europæiske læger en medicinsk revolution. Det skal understreges, at udviklingen på alle tre felter havde forbindelse til den nye, eksperimenterende naturvidenskab, og at der var en klar forbindelse mellem dem indbyrdes.
Innovationer og reformer i landbruget bevirkede, at der blevet stort overskud af fødevarer i Vesteuropa, hvor det gav grundlag for, at man kunne holde industribyernes befolkninger forsynet. Den medicinske udvikling var årsag til et fald i dødeligheden, og det fremkaldte en voldsom befolkningstilvækst. En bølge af mennesker vandrede ind mod byerne, hvor de fik anvendelse som industriens arbejdere.
Industrialiseringen kom af mange grunde først i gang i England og Skotland, og den blev støttet af Englands herredømme på verdenshavene, koloniseringen og Londons status som en hel verdens finanscentrum. Man førte en bevidst politik, der gik ud på, at kolonierne skulle være råvareleverandører, mens England skulle fremstille færdigvarer. Nogle generationer senere nåede industrialiseringen til Amerika og Europa. I Danmark kan de første tegn på industrialisering ses i årene efter 1870.

## Energiregnskabets historie
I det gamle europæiske landbrug før industrikulturen havde man et energiforbrug på 10-12.000 kcal/mand/dag. Når forbruget var 3 gange større end i jægerfolkenes tid, skyldes det især, at mange kalorier gik til husdyrene. Energiforbruget i nutidens indiske landbrug er af samme størrelse.

### Møller
I middelalderens Europa begyndte man at anvende ikke-biologiske energikilder: Vand- og vindkraft. Vandmøllen blev opfundet af de gamle romere, men blev først almindeligt anvendt, da man ikke mere havde slaver som billig arbejdskraft. Vindmøllen stammer fra Persien og bredte sig ca. 1200 til Europa.
Disse energikilder fornyes jo hele tiden af naturen. Derimod begyndte man i det små at bryde den økologiske balance omkring år 1200 i Nordengland, idet man gik over til at brænde stenkul på ildstederne, i stedet for trækul.

### Dampkraft
I 15- og 1600-tallet blev England en stormagt, og udsmeltningen af jern tog til. Man brugte mere trækul hertil, end skovene kunne give. Da Englands skove til sidst var reducerede til 2 % af landets areal, fandt man på at fremstille koks, der i modsætning til de rå stenkul er velegnede i højovnene. Dette blev én af de afgørende forudsætninger for udviklingen af dampkraft, og det gav dermed også en energimæssig basis for industrialiseringen.

### Elektrificering
Med elektrificeringen, som slog igennem i den første halvdel af det 20. århundrede, fik man adgang til en særdeles anvendelig højkvalitetsenergi. Det betød store lettelser i både produktion, transport og opbevaring, og senere blev elektriciteten også almindeligt brugt som energikilde i husholdningerne. Strømmen kom via højspændingsledninger fra kraftværker, som udnyttede den biologiske energi i kul eller olie til omdanne vand til damp, der drev generatorer, som dannede strøm. Indførelsen af kernekraftværker ændrede nok den oprindelige energikilde, men samfundene forblev afhængige af elektricitet.
Brugen af de fossile brændstoffer skabte en betydelig luftforurening i det nærmeste miljø, og på længere sigt blev det også årsagen til en kraftig forøgelse af atmosfærens indhold af CO2. Efterhånden er der enighed om, at det er en medvirkende grund til drivhuseffekten og dermed til de globale klimaændringer. Men også kernekraften har sit forureningsproblem, i og med at det brugte atombrændsel er radioaktivt og skal opbevares sikkert i titusindvis af år.

## Betydningsfulde opdagelser
- Tidslinje for tekniske opfindelser
- Tidslinje for miljømæssige begivenheder der har påvirket mennesker

## Nutidens arbejdsdeling

### Primære erhverv
- Landbrug
- Skovbrug
- Fiskeri
- Minedrift

### Sekundære erhverv
- Håndværk
- Industri
- Byggeri

### Tertiære erhverv
- Handel
- Bankvirksomhed
- Transportvirksomhed
- Administration
- Liberale erhverv
- Serviceerhverv

## Eksterne links
- Patrick J. Dillon: An Ecological History of the Upper Thames: The Development of Grasslands Arkiveret 12. november 2006 hos  Wayback Machine
- John A. Keslick: Ecological History
- K. Kirby (ed.): The Ecological History of European Forests Arkiveret 17. juli 2007 hos  Wayback Machine
- Edward Vajda: Ecological History and the World Distribution of Languages Arkiveret 4. juli 2008 hos  Wayback Machine
- Vladimir V. Zherikhin: Ecological History of the Terrestrial Insects
- EcoBase21: La Véritable histoire écologique de ces 35 dernières années (fransk)
- Michael McCormick: Rats, Communications, and Plague: Toward an Ecological History Arkiveret 22. februar 2015 hos  Wayback Machine (engelsk)
- Sung Jik Cha: The Ecological History of Brazil from 1500 (engelsk)